# Botun, Podgorica
Botun este un sat din municipiul Podgorica, Muntenegru. Conform datelor de la recensământul din 2003, localitatea are 717 locuitori (la recensământul din 1991 erau 527 de locuitori).

## Demografie
În satul Botun locuiesc 518 persoane adulte, iar vârsta medie a populației este de 34,6 de ani (33,8 la bărbați și 35,4 la femei). În localitate sunt 182 de gospodării, iar numărul mediu de membri în gospodărie este de 3,94.
Populația localității este foarte eterogenă.
|  |

| Demografie | Demografie | Demografie |
| An         | Locuitori  | Locuitori  |
| ---------- | ---------- | ---------- |
|            |            |            |
|            |            |            |
|            |            |            |
|            |            |            |
| 1948       | 369        |            |
| 1953       | 423        |            |
| 1961       | 501        |            |
| 1971       | 546        |            |
| 1981       | 559        |            |
| 1991       | 527        | 527        |
| 2003       | 727        | 717        |

| \| Componența etnică conform recensământului din 2003[2] \| Componența etnică conform recensământului din 2003[2] \| Componența etnică conform recensământului din 2003[2] \| Componența etnică conform recensământului din 2003[2] \| Componența etnică conform recensământului din 2003[2] \| \| ----------------------------------------------------- \| ----------------------------------------------------- \| ----------------------------------------------------- \| ----------------------------------------------------- \| ----------------------------------------------------- \| \| \| \| \| \| \| \| Muntenegreni \| Muntenegreni \| \| 444 \| 61,92% \| \| Sârbi \| Sârbi \| \| 219 \| 30,54% \| \| necunoscută \| necunoscută \| \| 31 \| 4,32% \| |              |  |     |        |
| Componența etnică conform recensământului din 2003 |              |  |     |        |
| |              |  |     |        |
| Muntenegreni | Muntenegreni |  | 444 | 61,92% |
| Sârbi | Sârbi        |  | 219 | 30,54% |
| necunoscută | necunoscută  |  | 31  | 4,32%  |